# Láhevníkovité
Láhevníkovité (Annonaceae) je rozsáhlá čeleď nižších dvouděložných rostlin z řádu šácholanotvaré (Magnoliales). Jsou to dřeviny s jednoduchými, střídavými, většinou dvouřadě rozloženými listy a pravidelnými, často masitými květy. Čeleď zahrnuje asi 2300 druhů ve 128 rodech. Je rozšířena v tropech celého světa, místy zasahuje i do subtropů a výjimečně i do mírného pásu. Některé druhy poskytují tropické ovoce, zejména láhevníky a rolinie, jiné se pěstují v tropech jako okrasné dřeviny či mají využití v potravinářství, parfumerii nebo lékařství.

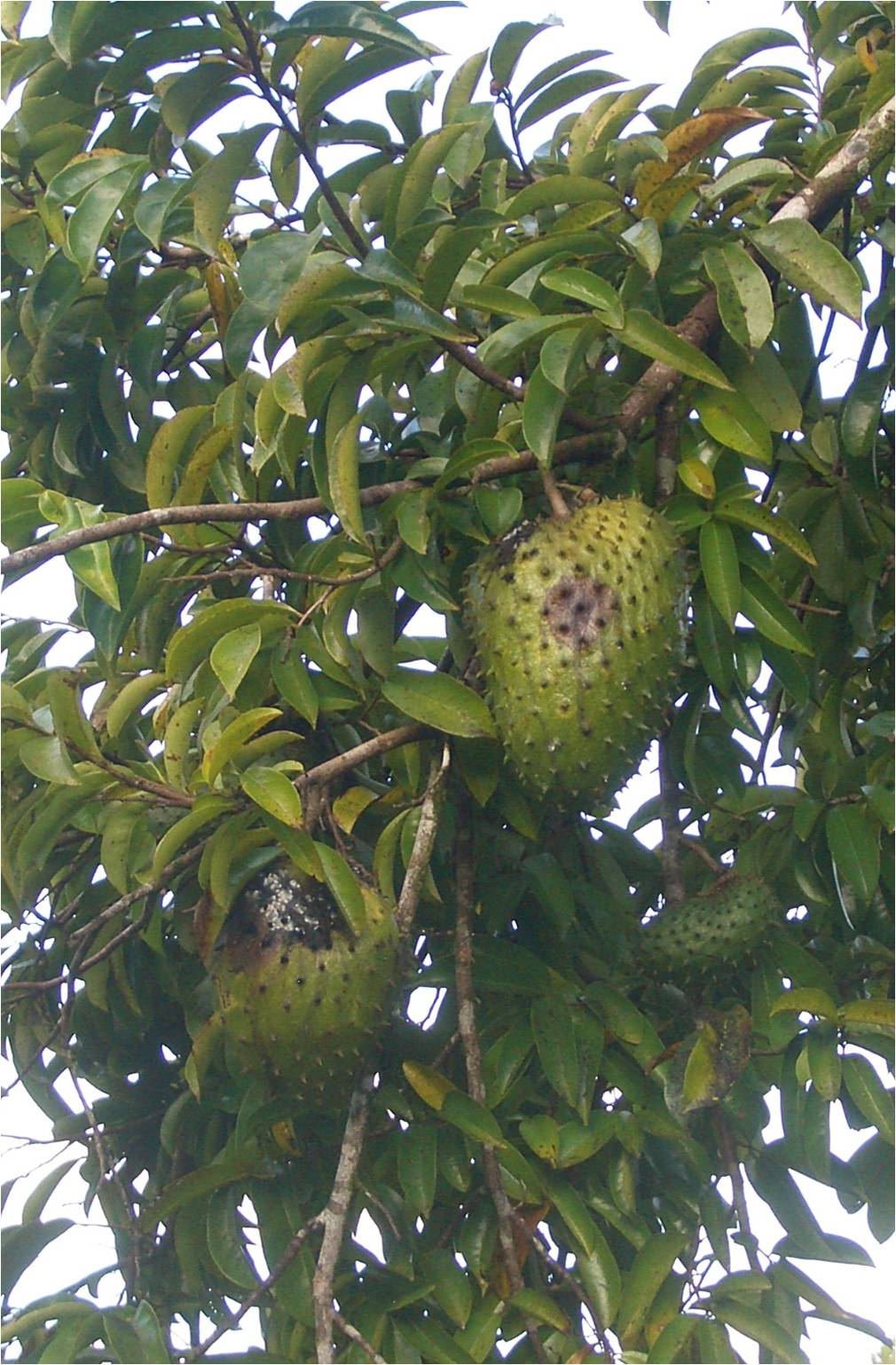
Strom láhevníku Annona muricata s plody

## Popis
Zástupci čeledi láhevníkovité jsou nejčastěji keře a malé až středně velké stromy. Pouze některé druhy dosahují korunního patra pralesa. Řidčeji jsou to polokeře nebo dřevnaté liány. Borka je podobně jako u čeledi hrnečníkovité vláknitá a sloupnutelná v dlouhých pruzích, při narušení často aromatická. Listy jsou jednoduché, střídavé, ve většině případů dvouřadě rozložené, bez palistů. Čepel listů je celokrajná, často poněkud tužší až kožovitá, se zpeřenou žilnatinou. Odění je většinou složeno z jednoduchých chlupů, výjimečně jsou chlupy hvězdovité nebo šupinovité. Květy jsou obvykle oboupohlavné, pravidelné, jednotlivé nebo ve svazečcích či odvozených vrcholičnatých květenstvích. Někdy květy vyrůstají přímo z kmene (kauliflorie). Okvětí je rozlišené na kalich a korunu. Kališní lístky jsou 3, volné až srostlé, kalich je někdy miskovitý. Koruna je nejčastěji bílá, krémová nebo žlutá, řidčeji červená či purpurová, obvykle složená ze 6 lístků ve 2 kruzích, korunní lístky jsou často tlusté. Tyčinek je většinou velké množství a jsou uspořádané ve spirále. Gyneceum je složené z mnoha volných pestíků (u několika zástupců redukované jen na 1 plodolist) s jedním až mnoha vajíčky a většinou s přisedlou bliznou. Plody jsou dužnaté a nepukavé bobule nebo řidčeji pukavé nebo suché, uspořádané v souplodí, volné nebo srůstající. Semena obsahují rozbrázděný olejnatý endosperm a perisperm pronikající lištami do endospermu.

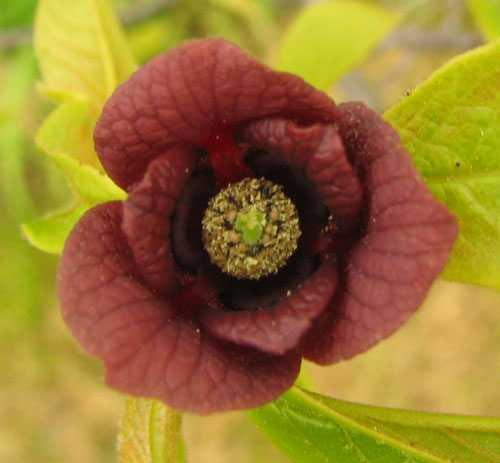
Květ muďoulu trojlaločného (Asimina triloba)
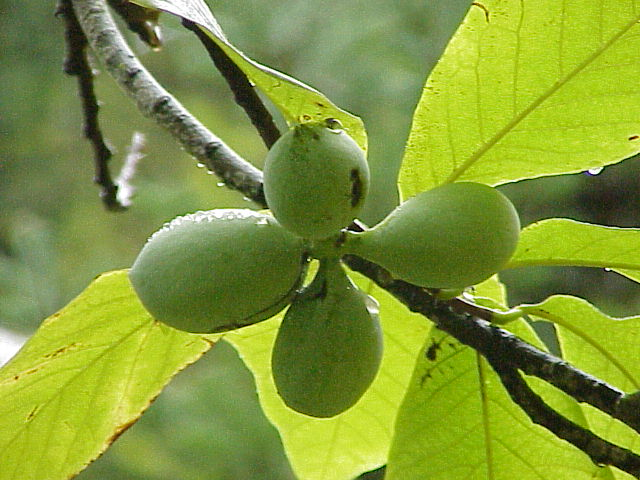
Plody muďoulu trojlaločného
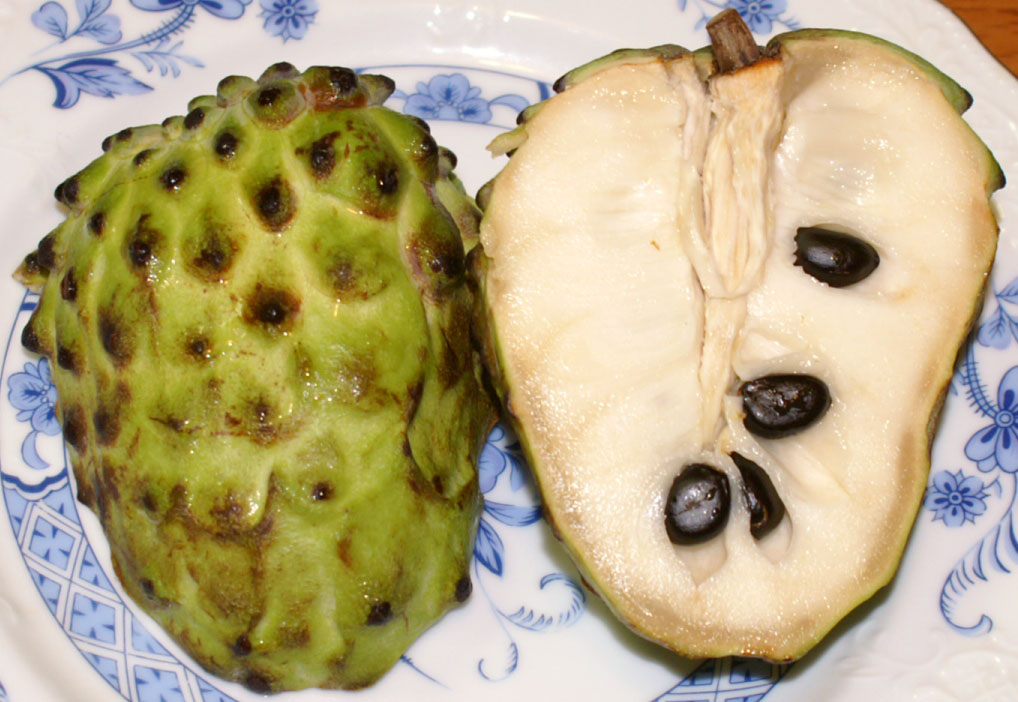
Plod láhevníku Annona atemoya
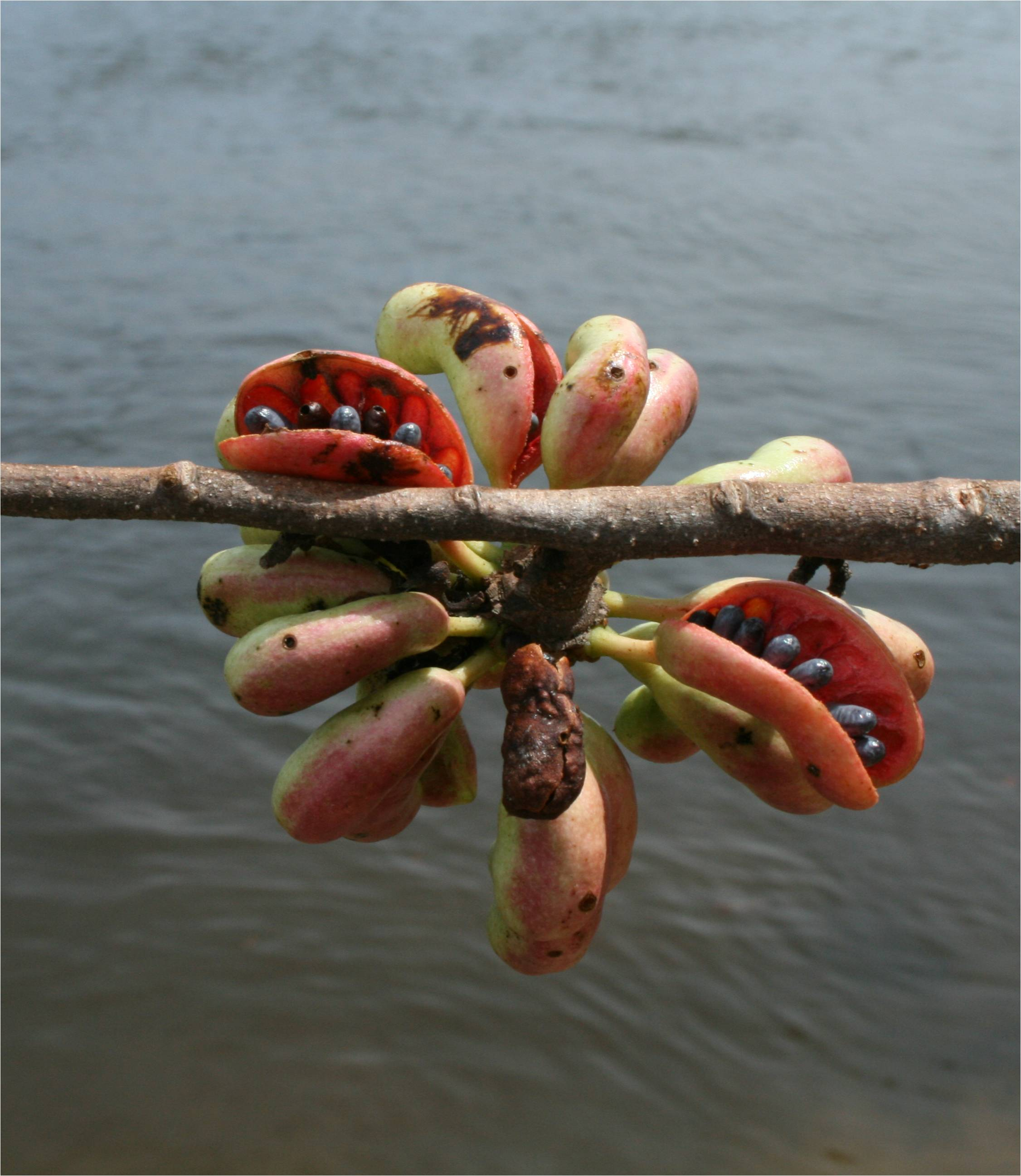
Plody Xylopia aromatica
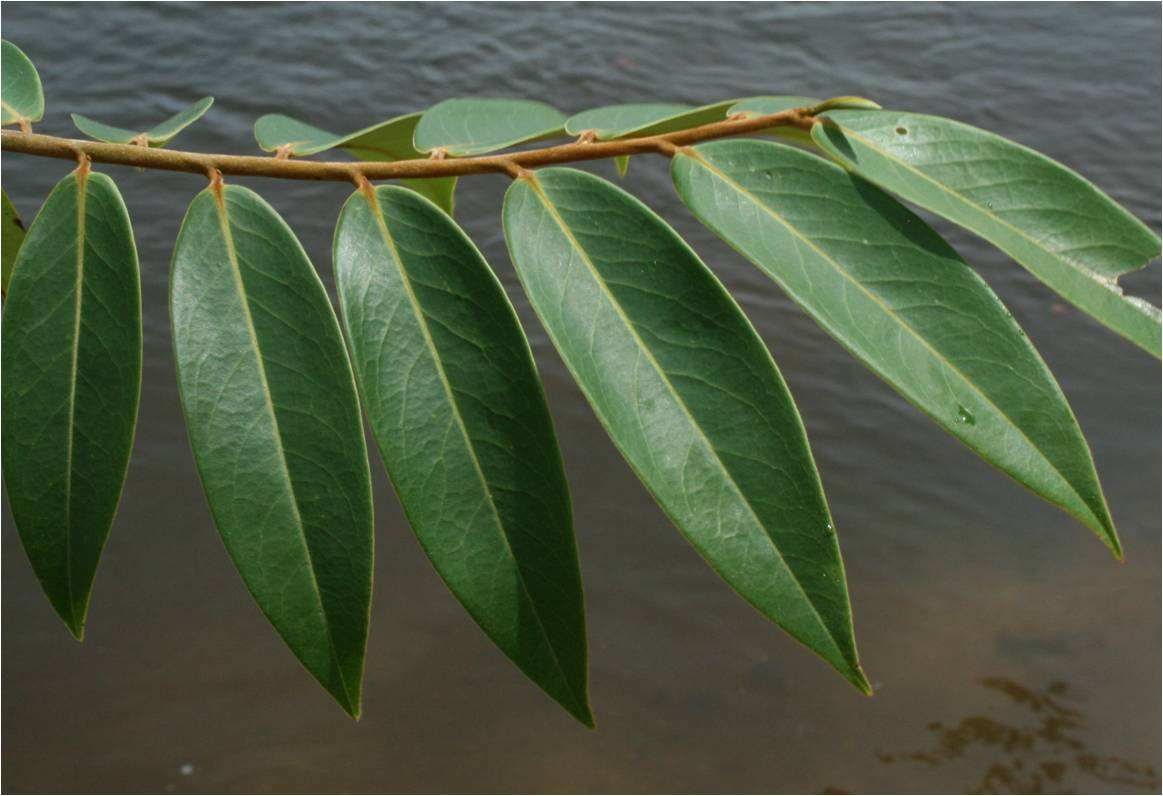
Listy Xylopia aromatica

## Rozšíření
Láhevníkovité jsou největší čeledí řádu šácholanotvaré (Magnoliales), zahrnující asi 2300 druhů ve 128 rodech. Největší rody jsou Guatteria (asi 250 druhů), xylopie (Xylopia, 150 druhů), uvárie (Uvaria, 110) a láhevník (Annona, 110 druhů). Je to převážně tropická čeleď s pantropickým rozšířením, jen malé množství druhů zasahuje do subtropů nebo dokonce do teplejších oblastí mírného pásu (Asimina a Deeringothamnus v Severní Americe). Největší diverzity čeleď dosahuje ve vlhkých nížinách tropů, někteří zástupci však rostou i na jiných typech stanovišť, např. jako součást suchomilné keřové vegetace.
Zhruba 900 druhů pochází z tropů Nového světa, 450 druhů je afrických a zbytek je původem z Asie. Největší areál rozšíření má rod xylopie, který se vyskytuje v tropické Americe, v Africe a na Madagaskaru, v Australasii a Tichomoří. Rody láhevník a Duguetia mají disjunktní areál v tropické Americe a Africe, rod Anaxagorea v tropické Americe a Asii. Jediný druh čeledi, který je rozšířen přirozeně na dvou kontinentech, je mangrovový druh láhevníku Annona glabra.

## Ekologické interakce
Květy láhevníkovitých jsou v závislosti na jejich velikosti opylovány nejčastěji brouky, mouchami či třásněnkami. Velké vonné květy láhevníků a rodu Duguetia produkují do dutiny květu teplo a lákají velké brouky, kteří zde zpravidla přečkávají chladnou noc a často se i živí tkáněmi květu. Semena láhevníkovitých jsou většinou šířena ptáky, savci a rybami. Tvrdá a tlustá stěna plodů některých druhů ze suchých savan slouží jako ochrana ke klíčení semen, neboť v chladnější době akumulují vlhkost. Samoopylení bývá zabráněno protogynií.
U láhevníků jsou v paždí žilek na rubu listů přítomna domatia v nichž žijí symbiotičtí roztoči. Polokeřovité druhy jihoamerických savan mají často pod povrchem země křivolaký kmen.

## Obsahové látky
Mezi charakteristické obsahové látky patří benzylisochinolinové alkaloidy a třísloviny.

## Zajímavosti
Korunní lístky středoamerického druhu Sapranthus violaceus dosahují délky až přes 18 cm. Naproti tomu korunní lístky u rodů Oxandra či Bocageopsis měří jen několik milimetrů.

## Zástupci
- kananga (Cananga)
- kepel (Stelechocarpus)
- láhevník (Annona), též anona
- monodora (Monodora)
- muďoul (Asimina)
- přehrádečník (Porcelia)
- rolinie (Rollinia, syn. Annona)
- stejnolemka (Isolona)
- šomolatec (Hexalobus)
- uvárie (Uvaria)
- xylopie (Xylopia), též hořkodřev[3][4]

## Význam

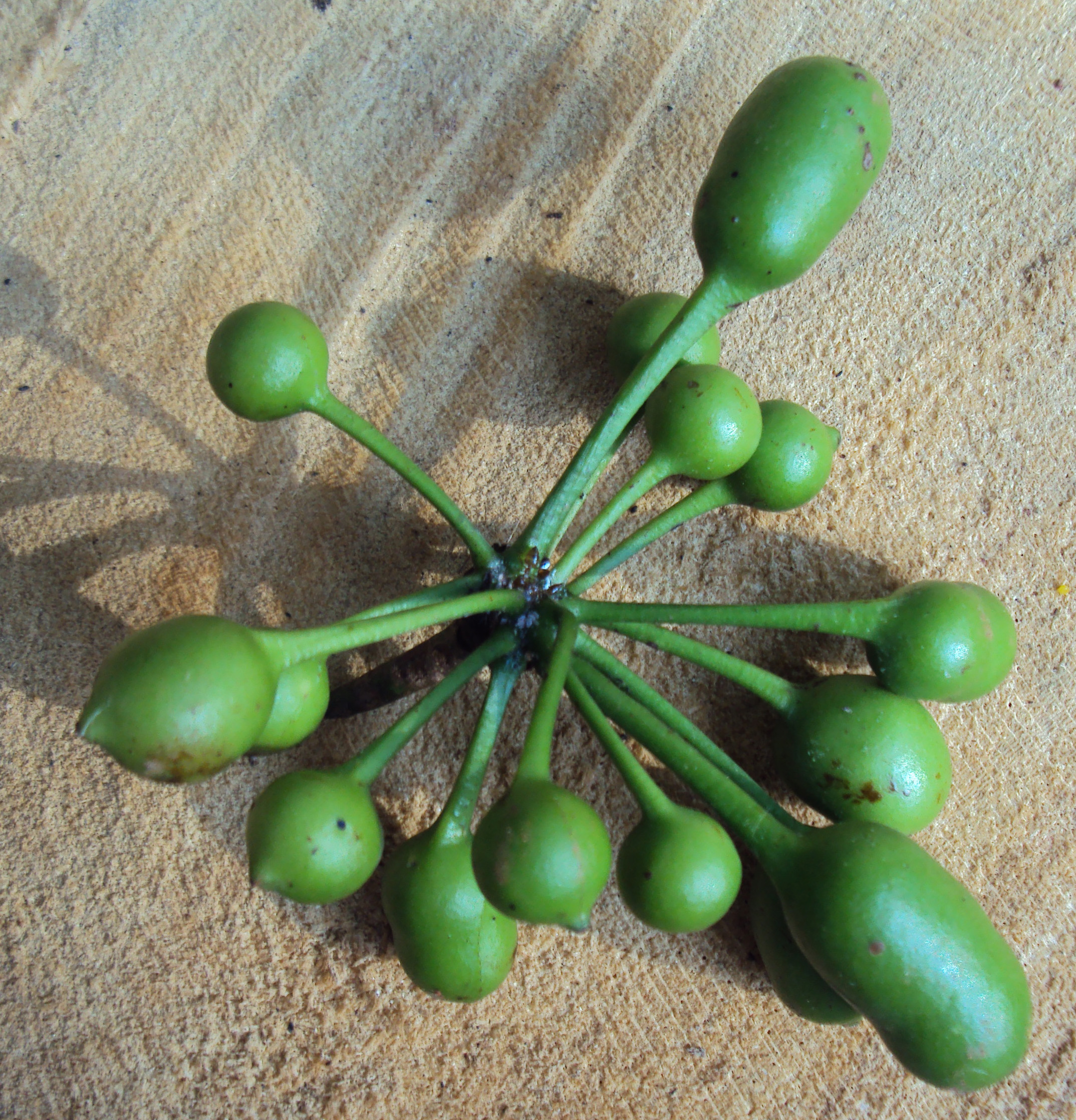
Bizarní souplodí uvárie Uvaria narum

Některé druhy jsou pěstovány pro kvalitní tropické ovoce, zejména různé láhevníky a rolinie. Další druhy mají spíše místní význam, v Americe Fusaea a Porcelia, v Africe Hexalobus, v Asii Uvaria. Jedlé jsou i plody severoamerického muďoulu trojlaločného. Z pevné kůry láhevníkovitých se zhotovují provazy a popruhy k nošení břemen. Dřevo je využíváno jako palivo, také jako konstrukční dřevo, na kánoe a podobně. Komerčně je těžen např. karibský druh Oxandra lanceolata. Láhevníkovité obsahují v kůře a listech sloučeniny, zejména alkaloidy a acetogeniny, které jsou zkoumány z hlediska fungicidních, bakteriostatických a cytostatických účinků.
Kananga vonná poskytuje éterický olej známý jako ylang-ylang a používaný v potravinářství a pro výrobu parfémů. Plody Monodora myristica slouží jako náhrada muškátového oříšku. Plody africké xylopie Xylopia aethiopica mají štiplavě peprnou chuť, místní obyvatelstvo je používá ke kořenění jídel a byly dováženy i do Evropy. Některé druhy rodů láhevník, kananga a Polyalthia se v tropech pěstují jako okrasné rostliny.
Kůra, listy a kořeny některých druhů mají své místo v lidovém léčitelství.
Kepel, Stelechocarpus burahol, je stálezelený až 25 m vysoký strom pocházející z Jávy. Dužnina zralých plodů se jí syrová jako ovoce. Pěstuje se v jihovýchodní Asii a jako rarita i na Floridě a ve Střední Americe. Plody vyvolávají u žen dočasnou sterilitu.

## Seznam rodů
Afroguatteria,
Alphonsea,
Ambavia,
Anaxagorea,
Annickia,
Annona (včetně Habzelia a Rollinia),
Anonidium,
Artabotrys,
Asimina,
Asteranthe,
Balonga,
Bocagea,
Bocageopsis,
Boutiquea,
Brieya,
Cananga,
Cardiopetalum,
Chieniodendron,
Cleistochlamys,
Cleistopholis,
Cremastosperma,
Cyathocalyx,
Cymbopetalum,
Dasymaschalon,
Deeringothamnus,
Dendrokingstonia,
Desmopsis,
Desmos,
Diclinanona,
Dielsiothamnus,
Disepalum,
Drepananthus,
Duckeanthus,
Duguetia,
Ephedranthus,
Fenerivia,
Fissistigma,
Friesodielsia,
Froesiodendron,
Fusaea,
Goniothalamus,
Greenwayodendron,
Guatteria,
Hexalobus,
Hornschuchia,
Huberantha,
Isolona,
Klarobelia,
Leoheo,
Letestudoxa,
Lettowianthus,
Maasia,
Malmea,
Marsypopetalum,
Meiocarpidium,
Meiogyne,
Mezzettia,
Miliusa,
Mischogyne,
Mitrella,
Mitrephora,
Mkilua,
Monanthotaxis,
Monocarpia,
Monocyclanthus,
Monodora,
Monoon,
Mosannona,
Mwasumbia,
Neo-uvaria,
Neostenanthera,
Onychopetalum,
Ophrypetalum,
Orophea,
Oxandra,
Phaeanthus,
Phoenicanthus,
Piptostigma,
Platymitra,
Polyalthia,
Polyalthiopsis,
Polyceratocarpus,
Popowia,
Porcelia,
Pseudartabotrys,
Pseudephedranthus,
Pseudomalmea,
Pseudoxandra,
Pseuduvaria,
Pyramidanthe,
Raimondia,
Ruizodendron,
Sageraea,
Sanrafaelia,
Sapranthus,
Schefferomitra,
Sirdavidia,
Sphaerocoryne,
Stelechocarpus,
Stenanona,
Tetrameranthus,
Toussaintia,
Tridimeris,
Trigynaea,
Trivalvaria,
Unonopsis,
Uvaria,
Uvariastrum,
Uvariodendron,
Uvariopsis,
Wangia,
Wuodendron,
Xylopia